# Dioscorea bolivarensis
Dioscorea bolivarensis är en enhjärtbladig växtart som beskrevs av Julian Alfred Steyermark. Dioscorea bolivarensis ingår i släktet Dioscorea och familjen Dioscoreaceae. Inga underarter finns listade i Catalogue of Life.